# Emicrania addominale
L'emicrania addominale è un disturbo che si presenta principalmente in età pediatrica e si manifesta con episodi di dolore addominale senza un mal di testa di accompagnamento. È difficile confermare la diagnosi in quanto non vi sono dei segni specifici. La condizione è rara negli adulti.

## Storia
Questa condizione è stata descritta per la prima volta nel 1921 da Buchanan.